# 布里登
布里登是德国莱茵兰-普法尔茨州的一个市镇。总面积4.40平方公里，总人口140人，其中男性71人，女性69人（2011年12月31日），人口密度32人/平方公里。